# Copley Square Hotel

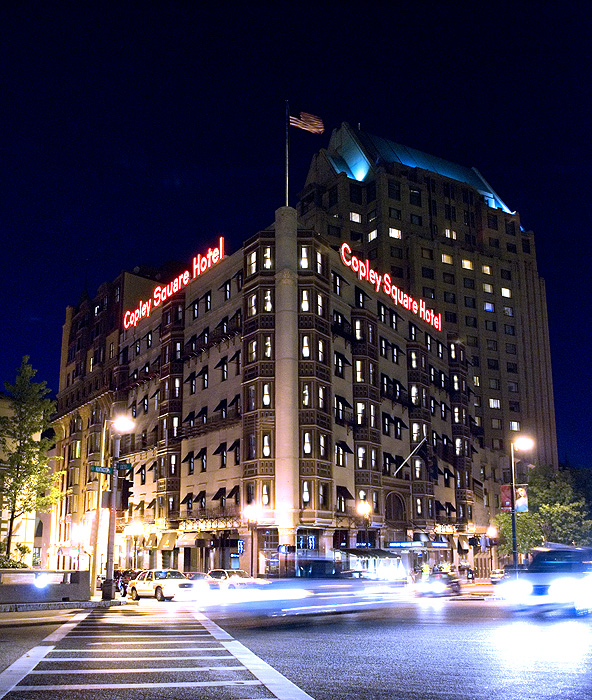
Copley Square Hotel 2009.

Copley Square Hotel är ett hotell i Back Bay-området i Boston. Det är beläget vid Huntington Avenue och Exeter Street, och invigdes den 4 juli 1891.

### Fotnoter
1. ↑  ”The Copley Square Hotel” (på engelska). Gemstoneresorts. Arkiverad från originalet den 8 november 2015. https://archive.is/20151108175956/http://www.gemstoneresorts.com/portfolio/portfolio-item-6/. Läst 8 november 2015.